# Hrabia Chichester
Hrabiowie Chichester 1. kreacji (parostwo Anglii)
- 1644–1653: Francis Leigh, 1. hrabia Chichester
- 1653–1667: Thomas Wriothesley, 4. hrabia Southampton i 2. hrabia Chichester

Hrabiowie Chichester 2. kreacji (parostwo Anglii)
- patrz: książę Southampton

Baroneci Pelham of Laughton
- 1611–1624: Thomas Pelham, 1. baronet
- 1624–1654: Thomas Pelham, 2. baronet
- 1654–1703: John Pelham, 3. baronet
- 1703–1712: Thomas Pelham, 4. baronet

Baronowie Pelham 1. kreacji (parostwo Wielkiej Brytanii)
- 1706–1712: Thomas Pelham, 1. baron Pelham
- 1712–1768: Thomas Pelham-Holles, 1. książę Newcastle i 2. baron Pelham

Baronowie Pelham of Stanmer 1. kreacji (parostwo Wielkiej Brytanii)
- 1762–1768: Thomas Pelham-Holles, 1. książę Newcastle i 1. baron Pelham of Stanmer
- 1768–1805: Thomas Pelham, 2. baron Pelham of Stanmer

Hrabiowie Chichester 3. kreacji (parostwo Zjednoczonego Królestwa)
- 1801–1805: Thomas Pelham, 1. hrabia Chichester
- 1805–1826: Thomas Pelham, 2. hrabia Chichester
- 1826–1886: Henry Thomas Pelham, 3. hrabia Chichester
- 1886–1902: Walter John Pelham, 4. hrabia Chichester
- 1902–1905: Francis Godolphin Pelham, 5. hrabia Chichester
- 1905–1926: Jocelyn Brudenell Pelham, 6. hrabia Chichester
- 1926–1926: Francis Godolphin Hnery Pelham, 7. hrabia Chichester
- 1926–1944: John Buxton Pelham, 8. hrabia Chichester
- 1944 -: John Nicholas, 9. hrabia Chichester

Dziedzic tytułu hrabiego Chichester: Robert Anthony Henry Pelham, kuzyn 9. hrabiego